# 德意志民族自卫队

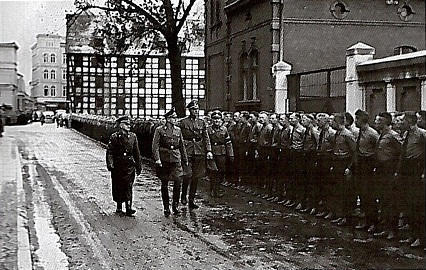
1939年，纳粹占领下布龙贝格市长维尔纳·卡姆佩与约瑟夫·迈耶、鲁道夫·冯·阿尔文斯莱本一同视察波美拉尼亚德意志民族自卫队

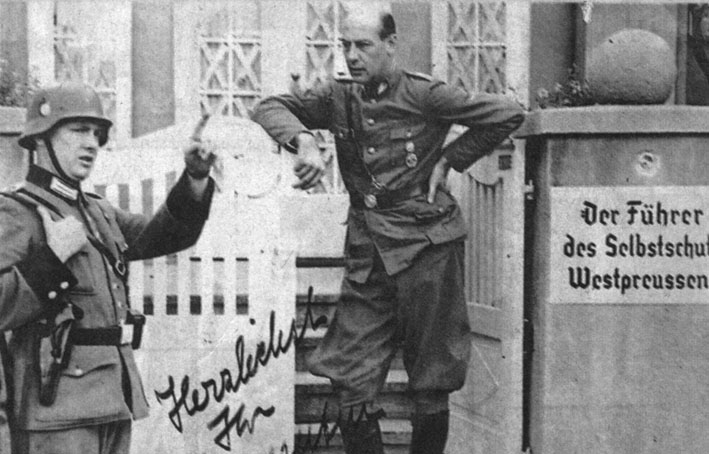
1939年，鲁道夫·冯·阿尔文斯莱本作为西普鲁士日耳曼裔自卫队领导人

德意志民族自卫队（德語：Volksdeutscher Selbstschutz）是波兰境内一支由德意志人組成的民兵部队（德裔自卫队）。德意志民族自卫队活跃于二战爆发前以及二战初期的波兰西部地区，曾和党卫队別動隊一同屠杀波兰人。自卫队总兵力大约为10万人，波兰的德意志人中的绝大部分“有参战能力”的人都被拉进了这支部队。